# Комплекс з виробництва добрив у Алверку
Комплекс з виробництва добрив у Алверку – підприємство португальської хімічної промисловості.
В 1960 та 1969 роках у Алверку запустили дві лінії з виробництва нітратної кислоти потужністю по 70 тисяч тонн на рік. Поставки сировини організували по аміакопроводу довжиною 18 кілометрів та діаметром 100 мм, що станом на кінець 1970-х подавав біля 75 тисяч тонн аміаку на рік з заводу в Кабо-Руйво. В 1980-х цей постачальник припинив роботу, після чого перейшли на закупки у інших постачальників, зокрема, з заводу у Баррейру-і-Лаврадіо.
Нітратна кислота призначається для продукування нітрату амонію (продукт її реакції з все тим же аміаком) та нітрату кальцію, тоді як товарною формою добрива для майданчику в Алверку виступає переважно кальцій-аміачна селітра, тобто суміш нітратів амонію та кальцію (також випускають нітролусал – суміш нітрату амонію та карбонату кальцію). Станом на кінець 1970-х майданчик міг випускати 320 тисяч тонн азотних добрив на рік (крім того, за ним рахувалась потужність у 40 тисяч тонн якихось комплексних добрив).
Станом на 2006 рік проектна потужність заводу в Алверку рахувалась як 290 тисяч тонн кальцій-аміачної селітри на рік.
Проект заводу реалізуали через компанію Nitratos de Portugal, яка з 1978-го унаслідок злиття стала частиною хімічного концерну Quimica de Portugal (Quimigal). В 1997-му його передали компанії Adubos de Portugal, що була створена шляхом об’єднання активів з виробництва добрив компаній Quimigal і Sapec. Наприкінці 2000-х років іспанська група Fertibéria придбала Adubos de Portugal та перейменувала її на ADP Fertilizantes.